# تنوع عصبي

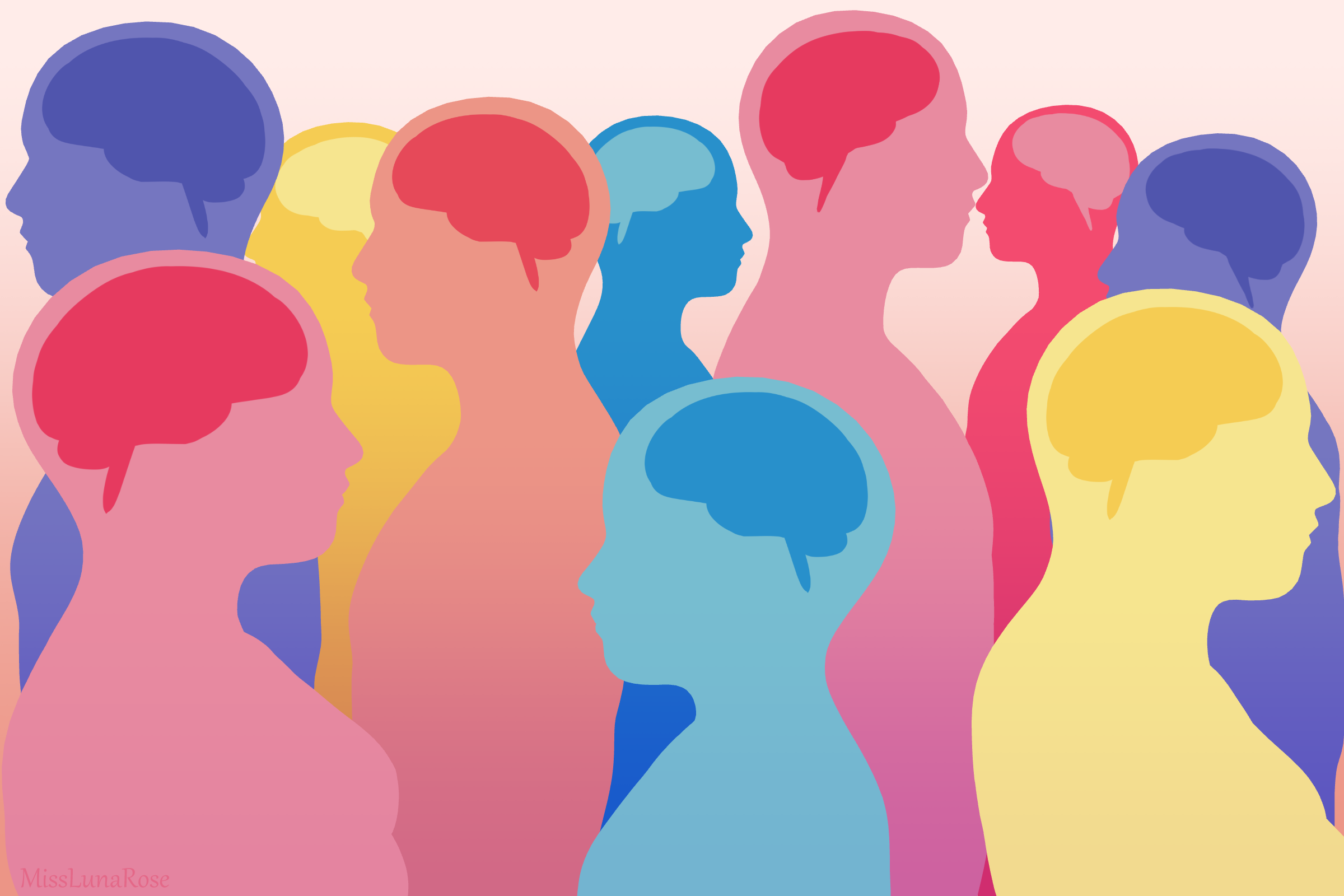
فن التوحد يصور التنوع الطبيعي للعقول البشرية

التنوع العصبي هو اعتراف جديد أشاعه عالم الاجتماع الأسترالي جودي سينجر والصحفية الأمريكية هارفي بلوم أواخر التسعينيات، للإشارة إلى الاختلاف في الدماغ البشري في ما يتعلق بالتواصل الاجتماعي والتعلم والانتباه والمزاج والوظائف العقلية الأخرى بطريقة غير مَرَضية. ظهر المصطلح كتحدٍ للآراء السائدة المتمثلة في أن بعض الاضطرابات النمائية العصبية مرضية بطبيعتها وتعتمد بدلاً من ذلك على النموذج الاجتماعي للإعاقة، إذ تُعد الحواجز المجتمعية العامل الرئيسي الذي يساهم بتعطيل الأشخاص.
كان نموذج التنوع العصبي اللاحق مثيرًا للجدل بين المدافعين عن حقوق مرضى التوحد، فقد قال المعارضون إن تصوره لطيف التوحد لا يعكس حقائق الأفراد الذين يحتاجون الكثير من الدعم.

## تاريخه
في مقالة نشرتها صحيفة نيويورك تايمز، كتبها الصحفي والكاتب الأمريكي هارفي بلوم في 30 يونيو من العام 1997، وصف بلوم أساس التنوع العصبي باستخدام مصطلح «التعددية العصبية». كان بلوم من أوائل المناصرين الذين تنبؤوا بالدور الذي سيلعبه الإنترنت في تعزيز حركة التنوع العصبي الدولية.
ينسب مصطلح «التنوع العصبي» إلى جودي سينجر، عالمة اجتماع أسترالية في طيف التوحد، استخدمت المصطلح في أطروحتها الاجتماعية التي نشرت عام 1999. شكّل المصطلح ابتعادًا عن نظريات «لوم الأم» السابقة حول أسباب التوحد. نتيجة لاهتمامهما المشترك بالتوحد، كانت سينجر في مراسلات مستمرة مع بلوم، وعلى الرغم من أنه لم ينسب الفضل لصاحبته سينجر، فقد ظهرت الكلمة لأول مرة في مطبوعات ذي اتلانتيك بقلم بلوم في 30 سبتمبر من العام 1998.
ينسب بعض المؤلفين تطوير مفهوم التنوع العصبي إلى أعمال المدافع عن المصابين بالتوحد جيم سينكلير. كان سنكلير منظمًا رئيسيًا مبكرًا لمجتمع التوحد الدولي عبر الإنترنت. القى سنكلير خطابًا عام 1993 قال فيه: «لا تَرثونا»، مشددًا على أن التوحد جزء يمكّن حياة الشخص وقال: «لا يمكن فصل الشخص عن التوحد».
منذ ذلك الحين ومصطلح «التنوع العصبي» يطبق على حالات أخرى وقد أخذ معنى أكثر عمومية، على سبيل المثال، تشمل جمعية التنوع العصبي التنموي للراشدين في المملكة المتحدة اضطراب التنسيق التنموي واضطراب فرط الحركة ونقص الانتباه ومتلازمة أسبرجر والحالات ذات الصلة.

## داخل حركات حقوق المعوقين
في البداية، تبنى أفراد مصابون بطيف التوحد صيغة أو نموذج التنوع العصبي، لكن المجموعات اللاحقة طبقته على حالات النمو العصبي الأخرى مثل اضطراب فرط الحركة ونقص الانتباه، واضطرابات النطق التنموية وعسر القراءة وعسر الكتابة وعسر الحساب والإعاقة الذهنية، ومتلازمة توريت إضافة إلى حالات الصحة العقلية مثل الثنائية القطبية والفصام والاضطراب الفصامي، واضطراب الشخصية المعادية للمجتمع واضطراب الوسواس القهري. يشجب دعاة التنوع العصبي تأطير مرض التوحد واضطراب فرط الحركة ونقص الانتباه وعسر القراءة وغيره من الاضطرابات النمائية العصبية على أنها تتطلب تدخلًا طبيًا «لعلاج» المصابين بها أو «إصلاحهم»، بل تدعو بدلًا من ذلك إلى تعزيز أنظمة الدعم مثل الخدمات التي تركز على التمكين والإقامة والاتصال والتكنولوجيات المساعدة والمساعدة المهنية والتدريب ودعم قدرتهم على العيش المستقل. القصد من ذلك هو أن يتلقى الأفراد الدعم الذي يحترم التنوع البشري والتعبير عن الذات والوجود بدلًا من العلاج الذي يجبرهم على تبني أفكار مقبولة اجتماعيًا أو مثالية.
يسعى مؤيدو التنوع العصبي إلى إعادة تصوّر التوحد والظروف ذات الصلة في المجتمع من خلال التدابير التالية: الاعتراف بأن التنوع العصبي لا يتطلب علاجًا إنما يحتاج تغيير اللغة المستخدمة والمبنية على المصطلحات التالية «الحالة أو المرض أو الاضطراب»، ويحتاج إلى «توسيع فهم الحياة الصحية والمستقلة» والاعتراف بأنواع جديدة من الاستقلال الذاتي، وقد منح أيضًا الأفراد الذين يتعايشون مع التوحد أو غيره من الحالات مزيدًا من التحكم بعلاجهم، بما في ذلك النوع والتوقيت وما إذا كان يجب أن يكون هناك علاج من الأساس.
قسمت دراسة أجريت عام 2009 على 27 طالبًا (يعانون من التوحد وعسر القراءة واضطراب التنسيق التنموي وفرط الحركة) المشاركين إلى فئتين بحسب رؤية هؤلاء لذواتهم: أولئك الذين ينظرون للحالة على أنها اختلاف، إذ ينظر للتنوع العصبي على أنه اختلاف ينطوي على مجموعة من نقاط القوة والضعف، أو الذين ينظرون للحالة من زاوية طبية على أنها نوع من العجز إذ ينظر للتنوع العصبي كحالة طبية ضارة. وجدت الدراسة أنه على الرغم من أن جميع الطلاب قد أبلغوا عن وظائف مدرسية صعبة تنطوي على الإقصاء والإيذاء والتنمّر، فقد أشار أولئك الذين رأوا أنفسهم من وجهة نظر مختلفة (41% من مجموعة المشاركين بالدراسة) إلى ارتفاع ثقتهم بأنفسهم وثقتهم بقدراتهم الأكاديمية. أعرب الكثير منهم (73%) عن طموحات مهنية كبيرة ذات أهداف إيجابية وواضحة. ذكر العديد من هؤلاء الطلاب أنهم اكتسبوا هذه النظرة لأنفسهم من خلال الاتصال مع المدافعين عن التنوع العصبي في مجموعات الدعم على الإنترنت.
توصل استطلاع أجري على الإنترنت عام 2013 -كان يهدف إلى تقييم مفاهيم التوحد والتنوع العصبي- إلى أن «النظر إلى القصور على أنه مجرد اختلاف عند الذين يعانون من التوحد يوحي بأهمية تسخير سمات التوحد بطرق مفيدة تنمويًا لنتجاوز الانقسام الخاطئ بين الترحيب بالاختلافات ومحاولة تخفيف القصور.

## إثارة الجدل
يثير نموذج التنوع العصبي الجدل بين المدافعين عن حقوق المصابين بالتوحد. بينما يعتبر النموذج السائد العقول البشرية التي تختلف عن تلك «النموذجية» مريضة. انطلاقًا من هذا المنظور، لدى هذه العقول حالات طبية تجب معالجتها.
هناك انتقاد شائع هو أن نموذج التنوع العصبي واسع النطاق وأن مفهومه يجب أن يستبعد الأشخاص الذين يعانون من ضعف شديد في أدائهم الوظيفي. يقول المدافع عن حقوق المصابين بالتوحد والمعلّم متعدد التخصصات نيك ووكر -الذي يُنسب إليه التعريف الأكثر دقة لحركة التنوع العصبي والنموذج الذي تقوم عليه- إن الاختلالات العصبية تشير بشكل خاص إلى «الاختلافات المعرفية العصبية المنتشرة» التي ترتبط «ارتباطًا وثيقًا بتكوين وتشكيل النفس» على عكس الحالات الطبية مثل الصرع.